# Dione (algue)
Pour les articles homonymes, voir Dione.
Genre
Dione est un genre d'algues rouges de la famille des Bangiaceae. 

## Liste d'espèces
Selon AlgaeBase (22 juil. 2012) :
- Dione arcuata W.A.Nelson (espèce type)